# 1807年奴隸貿易法令
《1807年奴隶贸易法令》（英語：Slave Trade Act 1807），正式的詳題爲《废除奴隶贸易的法令》（An Act for the Abolition of the Slave Trade），是英国议会在1807年通过的一项在大英帝国内禁止奴隶贸易的法令。

## 历史
英格兰清教徒在1787年组建了废除奴隶贸易委员会（Committee for the Abolition of the Slave Trade），随着废奴思潮的推广，英国的废奴主义者势力迅速扩大。威廉·威尔伯福斯在1792年4月2日在英国下议院提议禁止奴隶贸易。实际上，他在1791年就提出过同样的提案，但因163票反对、仅88票支持而未能通过。第二次提案后，第一代梅尔维尔子爵亨利·邓达斯发动爱丁堡市民支持提案，并对提案提出修正，采用循序渐进的办法，而非立刻终止。修改后更加温和的提案最终以230支持、85反对的结果通过。
英国首相第一代格伦维尔男爵威廉·格伦维尔随后继续在上议院推动议案。1807年2月23日，《废除奴隶贸易法案》正式通过，283票支持，仅16票反对，3月25日法案得到御准，5月1日正式实施。当年4月27日获批准出航的“Kitty's Amelia”号（实际出发日期是7月27日）成为英国最后一艘贩奴船。

## 实施
法令对进行奴隶贸易的船长作出处罚，若在船上发现奴隶，罚金最高可达每个奴隶100英镑，这一度导致一些贩奴的船长在看到英国皇家海军的旗帜后故意将奴隶抛下海，以避免处罚。皇家海军在1808年建立了西非舰队（West Africa Squadron），到1860年为止一共抓获了约1600艘贩奴船，解放了15万名黑奴。1860年代，大卫·利文斯顿报道了东非阿拉伯奴隶贸易之后，皇家海军又前往东非整治贩奴行为。